# Commanderie de Ruspaglia
Église Saint-Jacques de Ruspaglia
La commanderie de Ruspaglia est une commanderie hospitalière dont l'origine remonte aux Templiers qui se situe au sud-est de la commune de San Giusto Canavese, dans l'actuelle province de Turin, dans le Piémont. 
L'église, seul vestige restant, était sous le vocable de Sainte-Marie, devenue aujourd'hui l'église Saint-Jacques de Ruspaglia.

## Description géographique
Au sud de la commune de San Giusto Canavese, l'église se dresse au sommet d'une colline à l'écart du village et à proximité de l'autoroute A5. 

## Historique
C'est une donation de Guido III, comte de Biandrate et de ses fils qui permet aux Templiers de s'installer à Ruspaglia en 1164. Cette donation comprenait également des biens à San Giorgio Canavese (plus au nord). L'acte fut signé dans la maison du Temple de Saint-Apollinaire qui se trouvait à proximité de la commune de Casalbeltrame et du hameau de « Fisrengo ».
À la suite de la dévolution des biens de l'ordre du Temple, elle devint hospitalière du début du XIVe à la fin du XVIIIe siècle.
L'église a été vandalisée en 1991 et sa restauration a pris fin en 2009.

### L'ordre du temple
Les Commandeurs templiers :
| Commandeur | Période  |
| ---------- | -------- |
| Gabriele   | 1271 - ? |